# گیلی، اندر
گیلی، اندر (به فرانسوی: Guilly) یک کمون در فرانسه است که در اندر واقع شده‌است. گیلی ۲۰٫۶۴ کیلومتر مربع مساحت و ۲۴۸ نفر جمعیت دارد و ۱۳۰ متر بالاتر از سطح دریا واقع شده‌است.